# Brett Favre

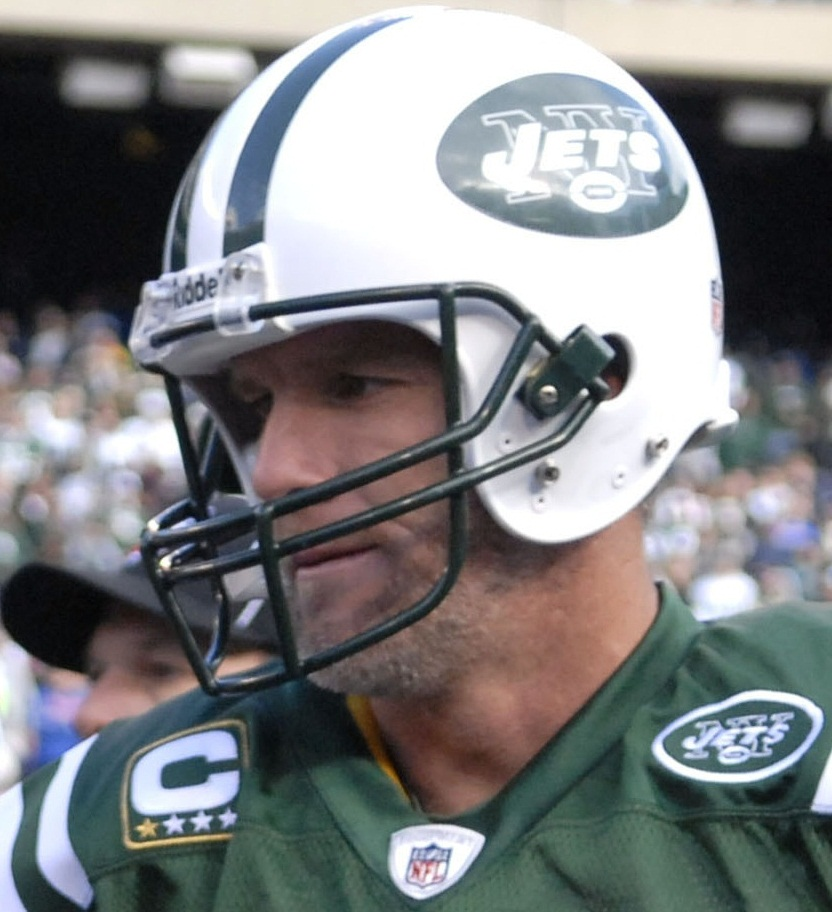
Brett Favre in 2008 in het tenue van de New York Jets

Brett Favre (Gulfport, 10 oktober 1969) is een Amerikaanse voormalig Americanfootballspeler.
Favre, die zijn grootste successen behaalde met de Green Bay Packers in de NFL, wordt gezien als een van de beste quarterbacks aller tijden.
Bij de Packers speelde Favre van 1992 tot 2008 als startende quarterback met als grootste succes het winnen van de Super Bowl op 26 januari 1997. Verder leidde hij de ploeg tweemaal naar het conferentie-kampioenschap en werd hij 3 maal op een rij (1995-1996) verkozen tot Most Valuable Player van de NFL.
In 2008 besloot hij te stoppen, maar kwam hier snel weer op terug. Hij verhuisde vervolgens naar de New York Jets waar hij na 1 seizoen weer besloot een punt achter zijn carrière te zetten. Ook hier kwam hij snel weer op terug waarna hij in augustus 2009 een contract tekende bij de Vikings. Favre leidde de Vikings in een van hun beste seizoenen (2009-2010) naar de halve finale van het Amerikaans kampioenschap, waar er verloren werd van New Orleans Saints.
Ondanks zijn hoge leeftijd is Favre een van de populairste spelers van de Minnesota Vikings. Hij is tevens de enige speler ooit in de NFL die grootvader is.
Ondanks het tweejarig contract dat Favre tekende in augustus 2009 was er veel speculatie of hij al dan niet zou aantreden in het seizoen 2010-2011 en dit ondanks een slepende enkelblessure. Op 18 augustus 2010 landde hij echter in Minnesota en kondigde hij aan dat hij opnieuw klaar was om voor de Vikings te spelen.
2010-2011  was het laatste seizoen van Brett Favre in de kleuren van de Minnesota Vikings en tevens de NFL.
In december 2011, was er opnieuw wat speculatie of hij een derde maal uit pensioen zou komen en voor de Chicago Bears te gaan spelen, en dit op 42-jarige leeftijd. Het is echter bij geruchten gebleven.